# Fumata nera e fumata bianca

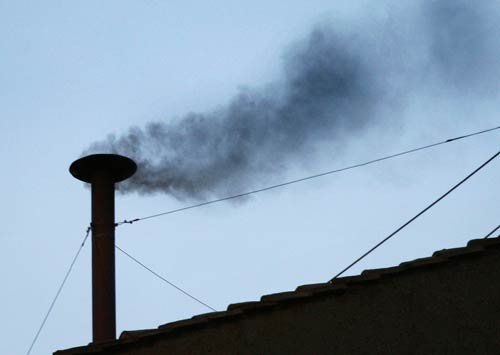
Fumata nera nel conclave del 2005

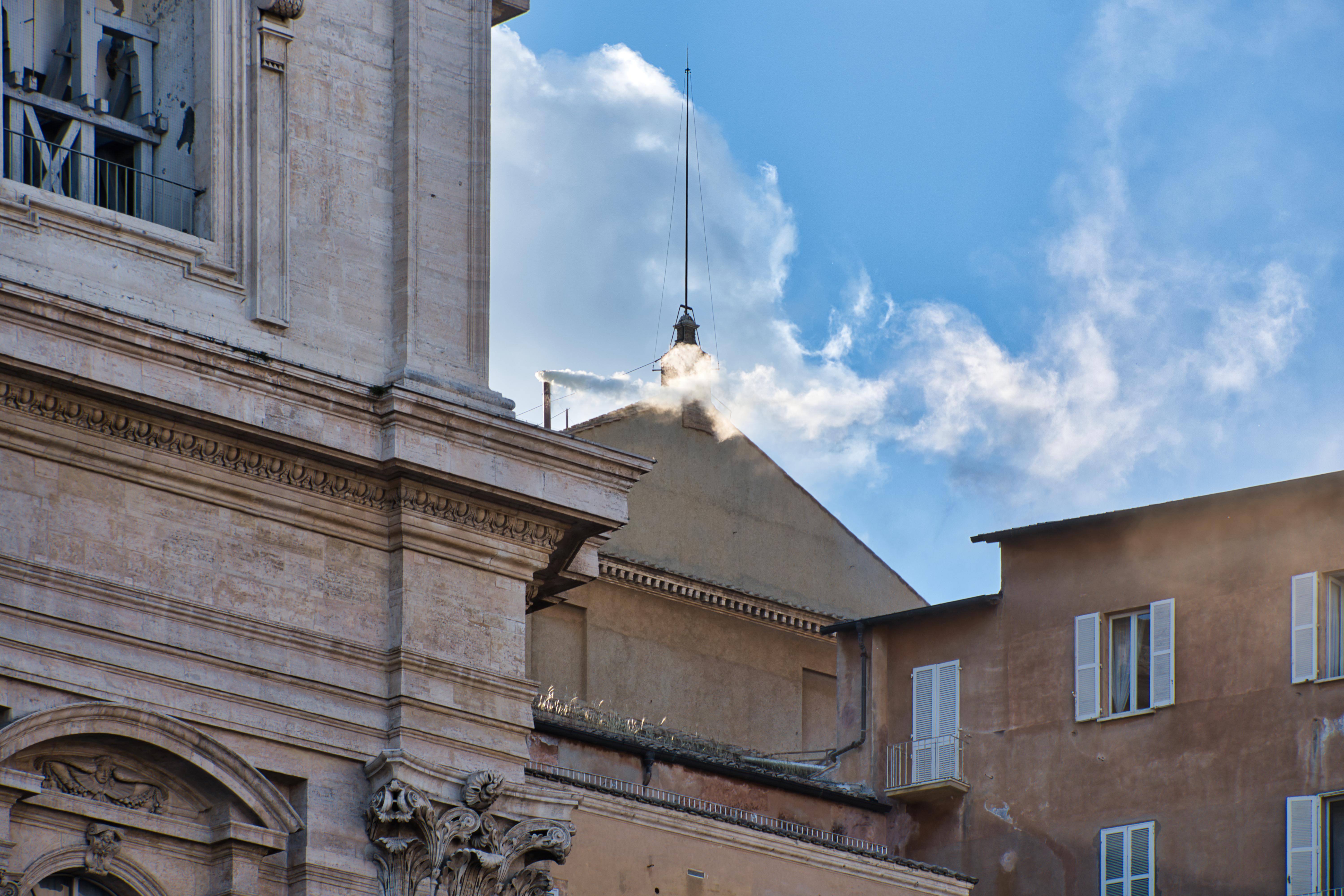
Fumata bianca che annuncia l'elezione di Leone XIV nel conclave del 2025

La fumata nera e la fumata bianca sono due segnali di fumo adoperati dai cardinali riuniti in conclave per comunicare l'esito degli scrutini per l'elezione del nuovo papa, servendosi della combustione prodotta per mezzo di una stufa installata nella Cappella Sistina. In passato esisteva anche un terzo evento, la fumata gialla, utile solamente per verificare il regolare funzionamento della stufa.

## Storia

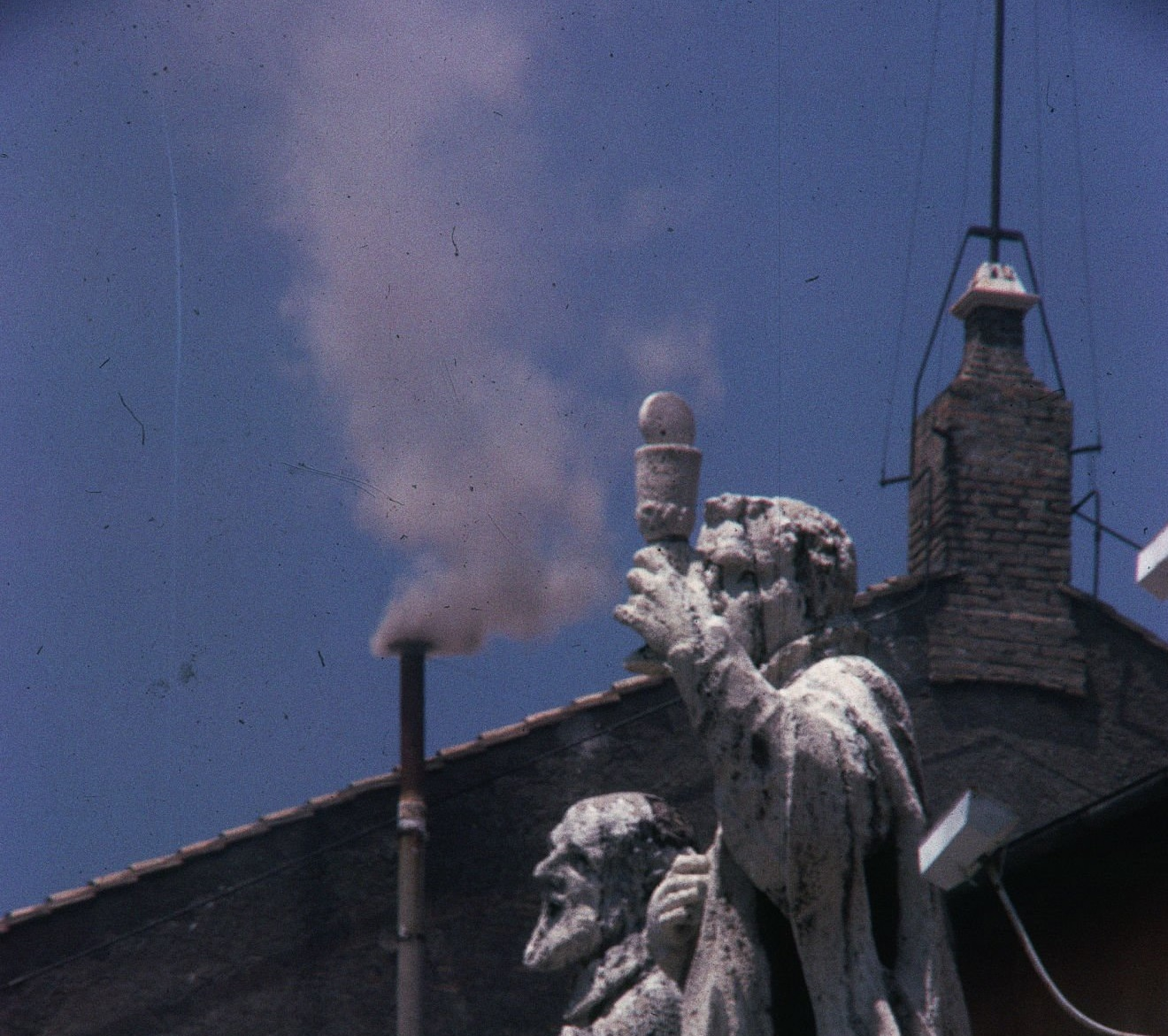
Fumata bianca che annuncia l'elezione di Paolo VI nel conclave del 1963

La tradizione risale al 1800, quando il popolo romano si adunava dinnanzi al Quirinale per assistere alla fumata, che veniva prodotta bruciando le schede elettorali dei cardinali. A differenza di oggi, la fumata indicava la mancata elezione del pontefice, mentre l'assenza di una fumata indicava la riuscita elezione.
Anche nel conclave del 1903 non vi era distinzione di colore della fumata (anche detta sfumata), che veniva prodotta bruciando le schede dei cardinali elettori miste a paglia in una stufa posta nella Sala Regia. Il fumo per elezioni non riuscite era bianco o nerastro, mentre il mattino dell'elezione di Pio X non vi fu alcuna fumata. Il primo uso di fumo bianco per segnare un'elezione riuscita e di fumo nero per un'elezione fallita risale al conclave del 1914, che terminò con l'elezione di Benedetto XV.

## Funzionamento
- La fumata nera indica la mancata elezione del nuovo papa durante il Conclave; viene emessa ogni volta che si sono tenuti due scrutini consecutivi in cui nessun candidato ha ricevuto un numero di voti pari ad almeno i due terzi del numero di cardinali elettori. Il fumo viene prodotto bruciando le schede, gli appunti e i documenti della votazione in una stufa installata nella Cappella Sistina, assieme ad alcune sostanze che producono fumo nero; questo, fuoriuscendo dal comignolo della Cappella Sistina, visibile da piazza San Pietro, comunica la mancata (fino a quel momento) elezione del pontefice.[9]
- La fumata bianca indica invece l'avvenuta elezione di un nuovo papa. Dopo che un candidato ha ricevuto almeno i due terzi delle preferenze, ha accettato di essere eletto pontefice quando gli è stato chiesto ed ha scelto il proprio nome pontificale, le schede dell'elezione vengono bruciate nella stufa all'interno della Cappella Sistina insieme a delle sostanze che producono fumo bianco, che, fuoriuscendo dal comignolo visibile da Piazza San Pietro, annuncia al mondo l'avvenuta elezione.[9]
- La fumata gialla è semplicemente una fumata di prova svolta prima dell'inizio del Conclave stesso, per verificare che la stufa sia correttamente funzionante. A partire dal conclave del 2005 non ha più avuto luogo, poiché si è deciso di dotare l'apparato per l'emissione dei fumi di un sistema elettronico che ne garantisse il corretto funzionamento, rendendo di fatto inutile la fumata gialla.

Negli anni è capitato più volte che le fumate avessero colorazione non chiara, non fossero visibili adeguatamente oppure non venissero comprese. Nel caso dell'elezione di Giovanni Paolo I, ad esempio, regnò per molto tempo l'incertezza sul colore del fumo fuoriuscito dal comignolo della Cappella Sistina in quella che fu ufficialmente considerata come fumata bianca. Nel conclave del 1958, che elesse il pontefice Giovanni XXIII, addirittura, l'incertezza del colore e la discontinuità delle prime fumate diventarono elementi a sostegno di una teoria complottista secondo la quale, in realtà, ad essere eletto sarebbe stato il cardinale genovese Giuseppe Siri, che avrebbe scelto il nome di Gregorio XVII e sarebbe poi stato costretto a rinunciare alla nomina (teoria che comunque non fu mai sostenuta dallo stesso Siri); anche nel conclave del 2005, che ha portato all'elezione di Benedetto XVI, ci sono state non poche incertezze sull'interpretazione dei segnali. Questo ha portato all'introduzione di una nuova consuetudine, quella di accompagnare l'avvenuta elezione con il suono delle campane a distesa della Basilica di San Pietro in Vaticano. Oltre al suono delle campane a festa, è stata aggiunta una seconda stufa destinata a contenere i fumogeni artificiali che determinano il colore del fumo e migliorano la visibilità dell'emissione. Nel conclave del 2013, grazie agli innovativi accorgimenti, le fumate si sono manifestate ben visibili e abbondanti.

## Aspetti tecnici
Per l'ottenimento di fumate nere, il fumogeno è costituito da perclorato di potassio, antracene e zolfo; per la fumata bianca, da clorato di potassio, lattosio e colofonia.
Prima dell'introduzione di tali sostanze, la fumata bianca si otteneva bruciando insieme alle schede della paglia umida, mentre la fumata nera era quella risultante dalla combustione della sola carta. I colori erano di conseguenza meno distinguibili.
La stufa attualmente utilizzata per bruciare i documenti è la stessa dal 1939 e su di essa sono impresse, tramite punzonatura, le date di alcuni conclavi in cui essa è stata impiegata; come già detto, nel 2005 è stata aggiunta una seconda stufa dedicata solamente alla combustione dei fumogeni con i coloranti. Le due stufe emettono i fumi nello stesso condotto di scarico, collegato al comignolo della Cappella Sistina, riscaldato da resistenze elettriche e dotato di un ventilatore per migliorare il tiraggio. Durante il conclave dell'agosto 1978 è possibile che la conduttura della stufa avesse alcune crepe, in quanto un cardinale raccontò, in seguito, che quando la stufa venne accesa dopo l'introduzione del materiale da bruciare, la Cappella Sistina si riempì di fumo nero (non era infatti stato ancora eletto il nuovo pontefice in quello scrutinio).